# Ivica Račan

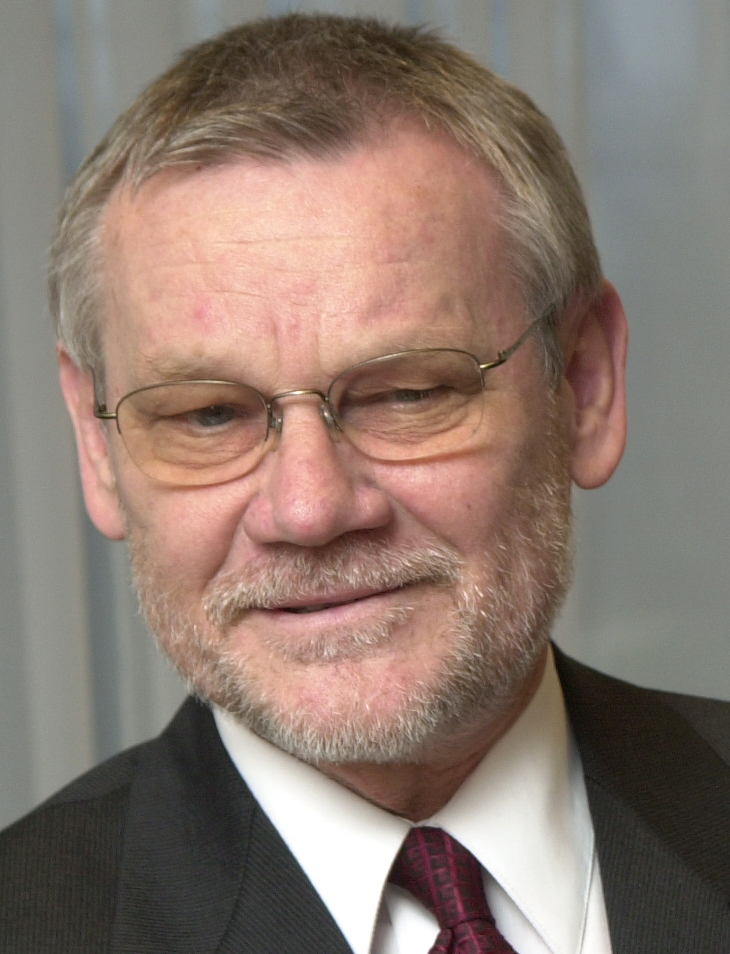
Ivica Račan (2003)

Ivica Račan [ˈiʋitsa ˈratʃan] (* 24. Februar 1944 in Ebersbach, Sachsen; † 29. April 2007 in Zagreb) war ein kroatischer Politiker (SDP) und von 2000 bis 2003 Premierminister Kroatiens.

## Leben
Račans hochschwangere Mutter wurde in einem Arbeitslager während des Zweiten Weltkrieges in Ebersbach/Deutschland gefangen gehalten. Eine Deutsche brachte sie zu sich nach Hause, da sie eine Arbeitskraft brauchte. Damit rettete sie ihr das Leben. Nachdem Ivica in Ebersbach zur Welt gekommen war, zog seine Mutter zu ihrer Schwester nach Dresden, wo sie durch die Bombardierung der Alliierten verschüttet wurden. Račans Eltern gingen nach dem Krieg mit ihm nach Jugoslawien zurück. Nach vielen Umzügen und Ortswechseln innerhalb Kroatiens fanden sie in Slavonski Brod ein Zuhause. 1968 beendete Račan sein Jurastudium in Zagreb und fand Arbeit am dortigen Institut für Gesellschaft.

## Politische Karriere

### Mitgliedschaft in der Kommunistischen Partei
Račan trat 1961 in den Bund der Kommunisten Kroatiens ein. Nach der Unterdrückung des Kroatischen Frühlings, einer Bewegung für mehr Freiheiten sowie eine größere politische und wirtschaftliche Selbstständigkeit der kroatischen Teilrepublik innerhalb der SFRJ, wurden zahlreiche politische Ämter neu besetzt, um in Kroatien eine Tito-treue Führung zu installieren. Von dieser Neuordnung konnte Račan profitieren. In den 70er Jahren war er im kroatischen Kultusministerium tätig. 1982 wurde er Leiter der Politischen Fakultät an der Universität Zagreb, Vorstandsmitglied des SKH und Mitglied des Zentralkomitees des Kommunistischen Bundes Jugoslawiens. Im Dezember 1989 wurde er zum letzten Präsidenten der SKH gewählt. Er war der einzige Parteichef des Landes, der nicht in Kroatien geboren wurde.

### Erste freie Wahlen
Am 10. Dezember 1989 beschloss der Bund der Kommunisten Kroatiens (SKH), im April/Mai 1990 Wahlen auf allen politischen Ebenen abzuhalten. Diese Wahlen konnte die Kroatische Demokratische Union (HDZ) klar für sich entscheiden. Der SKH nahm mit 35 Prozent der abgegebenen Stimmen nur 72 Sitze im noch „kommunistischen Kroatien“ ein. Račan gab die Macht ab und änderte sein politisches Programm, um bei der Bevölkerung mehr Anklang zu finden. Der SKH richtete sich nun an sozialdemokratischen Grundsätzen aus. Dafür wurde die Partei in Stranka demokratskih promjena (SDP) und später in Socijaldemokratska Partija Hrvatske
umbenannt. Bei den Wahlen 1993 erreichte die SDP ein sehr mageres Ergebnis und schaffte es gerade noch ins Parlament. Der Grund dafür war der zu dieser Zeit immer stärker wachsende Nationalismus in Kroatien, der mit dem Zerfall Jugoslawiens und dem daraus resultierenden Bürgerkrieg seinen Höhepunkt erreichte. Die meisten Kroaten sahen in den ersten freien Wahlen der Republik Kroatien ihre Chance, sich vom sozialistischen Jugoslawien loszulösen und einen eigenständigen Staat aufzubauen.

### Koalition 2000–2003
Im August 1998 schlossen Ivica Račan und Dražen Budiša ein Bündnis ihrer Parteien, mit dessen Hilfe sie bei den Parlamentswahlen im Jahr 2000 eine klare Mehrheit für sich gewannen. 
Nach den Wahlen wurde Račan Premierminister von Kroatien durch die Hilfe der HSLS, des kroatischen Zentrumsblocks bzw. HSS, LS, HNS, IDS. Alle diese Parteien konnten im Gegenzug Minister in Račans Kabinett stellen.
Račan wurde von vielen Kritikern als ein Reformer angesehen, der mit der autoritären und nationalistischen Vergangenheit des Landes brach. Seine Amtszeit wurde allerdings trotz aller Reformen von vielen Kroaten als eine Zeit der Stagnation angesehen – die erste Koalition in der Geschichte Kroatiens machte zu viele Kompromisse notwendig.
Für seine Art, Politik zu machen, stand die Phrase „Odlučno možda“ (dt.: „entschieden vielleicht“), was auch mit seiner politischen Vergangenheit im Kommunismus zu tun hatte, Entscheidungen nie alleine fällen zu dürfen und immer nachfragen zu müssen.
Dies führte zu einem Konflikt mit Budiša, der sich rechtskonservativ zu der Anklage des ICTY gegen kroatische Generäle äußerte. Bald sah auch die IDS keine gemeinsamen Präferenzen, weshalb sie als erste Partei aus der Koalition austrat.
Am 5. Juli 2002 resignierte Račan, als der Koalitionspartner HSLS die Ratifizierung des signifikanten Vertrages über das slowenisch-kroatische Kernkraftwerk in Krško blockierte.
Von der HSLS spalteten sich darauf einige Abgeordnete ab. Die neu entstandene Splittergruppe verließ die Parlamentsfraktion und bildete eine neue Partei – Libra. Libra „entmachtete“ Račan, indem sie es ihm erschwerte, eine von ihm angestrebte leicht veränderte Regierung zu bilden und diese bis zu den nächsten Wahlen stabil zu halten.  
Račans größte Verdienste für Kroatien sind in der Außenpolitik zu finden. Er brachte das Land erfolgreich aus der politischen Isolation der Tuđman-Ära und ebnete den Weg für die Mitgliedschaft in der Europäischen Union. Während seiner Amtszeit als Premierminister wurde die kroatische Verfassung verändert. Dabei wechselte Kroatien vom Semipräsidentiellen Regierungssystem zur Parlamentarischen Demokratie. Dies verschaffte dem Sabor (Parlament) und dem Premierminister mehr Rechte. Da Kroatien unter Račan Korruption vorgeworfen wurde, was als Hindernis auf dem Weg zur EU-Mitgliedschaft angesehen wurde, führte er den „Tag der offenen Tür“ der Regierung ein. Dadurch sollte Transparenz geschaffen und sowohl den Kroaten als auch der EU-Kommission die Arbeit der Regierung zugänglich gemacht werden. Im Gegensatz zu den medienscheuen früheren Regierungen suchte Račan bewusst den Kontakt zu den Medien, um innenpolitisch die Krisen der Koalition und außenpolitisch die Mahnungen der EU abzumildern.
Die wirtschaftliche Lage Kroatiens verbesserte sich auch in seiner Amtszeit als Premier. Die Öffnung zum Westen brachte einen neuen Kapitalzufluss, der Nachkriegskroatien einen Wirtschaftsboom verschaffte. Das BIP stieg im Vergleich zu den vorangegangenen Jahren um ca. fünf Prozent. 
Die Regierung unternahm viele Reformen im Staats- und Regierungssektor und begann große Bauprojekte wie die Autobahn Zagreb – Split, die wegen ihrer Bedeutung für den Tourismus lange ersehnt worden war.
Račans Anliegen war es auch, den weiter bestehenden Graben zwischen Kroatien und seinen ehemaligen Kriegsgegnern zu überwinden.

### In der Opposition 2003–2006
Seine Mitte-links-Koalition verlor die parlamentarische Mehrheit bei den Wahlen im November 2003. Račan akzeptierte die Niederlage und legte sein Amt als Premierminister am 23. Dezember 2003 nieder. Sein Nachfolger wurde Ivo Sanader (HDZ). 
Die SDP blieb mit Ivica Račan nach 15 Jahren an der Spitze in den Umfragen die erfolgreichste Oppositionspartei Kroatiens. Im Jahr 2006 kündigte Račan seinen Rücktritt aus der Politik an.

## Krankheit und Tod
Am 31. Januar 2007 kündigte Račan an, sich aufgrund von gesundheitlichen Beschwerden aus der Öffentlichkeit zurückzuziehen. Die Vize-Präsidentin der SDP, Željka Antunović, übernahm die Leitung der Partei. 
Račan, der ein passionierter Tennisspieler war, spürte beim Spielen Schmerzen in der Schulter. Der Grund dafür war ein Tumor. Dieser bildete Metastasen, die sich im Urintrakt und im Gehirn ausbreiteten. Am 11. April 2007 erklärte er seinen Rücktritt von der Parteileitung:

„Kolleginnen und Kollegen, Freunde, Genossinnen und Genossen! 
 
Angesichts meiner schweren Krankheit führe ich den Kampf ums Überleben fort, aber es ist an der Zeit, Ihnen für die Zusammenarbeit und Unterstützung während meines politischen Wirkens zu danken. Wir haben zusammen diese Partei aufgebaut, und ich bin auf die Sozialdemokratische Partei Kroatiens, die wir geschaffen haben, stolz. Ich bin stolz auf die Tugenden  Moral, Arbeit, Respekt und Toleranz, die wir unauslöschbar in das politische Leben unserer schönen Heimat eingefügt haben. Ich habe so viel getan, wie ich wusste und konnte. Mit diesem Schreiben lege ich mein Amt als Parteivorsitzender nieder, und Ihr müsst ohne mich weitermachen. Findet neue Kraft in der Wahlkonvention, und ich bin mir sicher, dass es sie in der SDP gibt.“

Am Morgen des 12. April 2007 wurde sein Zustand als kritisch beschrieben, weil es Komplikationen bei der Entfernung des Tumors in der rechten Schulter gab. Am selben Tag meldete Radio 101 fälschlicherweise Račans Tod, angeblich aus inoffiziellen parteiinternen Quellen, was die SDP jedoch dementierte. Daraufhin wurde verkündet, Račan sei in einem sehr schlechten Zustand und nicht mehr in der Lage zu kommunizieren. Ihm wurden opiatische Medikamente verabreicht.
Am 29. April 2007 um 3:05 morgens starb Ivica Račan in der Poliklinik Rebro in Zagreb. Die gerichtsmedizinische Diagnose lautete auf Herzinfarkt. Er wurde am 2. Mai auf dem Zagreber Friedhof beerdigt. Seinem letzten Wunsch gemäß nahmen nur die zwölf engsten Freunde und Verwandten an der Beerdigung teil. An einer Gedenkveranstaltung der SDP nahm die kroatische Führungsriege teil.
Während seiner drei Monate dauernden Krankheit hatten die kroatischen Medien regelmäßig die Bevölkerung über seinen Gesundheitszustand informiert. Račan selbst zeigte sich nach der Bekanntgabe seines Zustands nicht mehr in der Öffentlichkeit. Presseanfragen wurden vom SDP-Pressesprecher beantwortet. Dieses bis dahin in Kroatien unbekannte Medieninteresse ist mit dem Tod des ersten Präsidenten und Staatsgründers Franjo Tuđman zu vergleichen.